# Buena Vista Social Club
Buena Vista Social Club byl havanský členský společenský klub známý především svými tanečními a hudebními aktivitami.
Zejména ve 40. letech 20. století byl místem setkávání kubánských hudebníků a v roce 1996, po více než 50 letech od jeho zrušení v důsledku kubánské revoluce, inspiroval amerického kytaristu a producenta Ry Coodera, britského producenta Nicka Golda a havanského hudebníka Juana de Marcos González k uskutečnění projektu nahrávek pozapomenutých kubánských hudebníků, z nichž někteří ještě v tomto klubu účinkovali v dobách jeho největší slávy.
Hudební album pojmenované Buena Vista Social Club mělo nejen obrovský obchodní úspěch, podpořený také filmovým dokumentem německého režiséra Wima Wenderse, ale získalo i cenu Grammy v kategorii „Best Tropical Latin Performance“. Název Buena Vista Social Club se pak stal zastřešujícím pro volnou formaci kubánských hudebníků a také pro řadu sólových projektů jednotlivých členů, jako byli či jsou Compay Segundo, Rubén González, Ibrahim Ferrer, Omara Portuondo a další.

## Klub
Členský společenský klub Buena Vista se nacházel ve známé čtvrti Marianao v kubánském hlavním městě Havaně. Podle Juana Cruze se nacházel ve 41. ulici mezi čísly 46 a 48. Když se Ry Cooder a Compay Segundo snažili v průběhu natáčení dokumentárního filmu Buena Vista Social Club bývalý klub nalézt, místní obyvatelé se nedokázali shodnout na tom, kde se nacházel.
Na Kubě existovalo množství různých společenství, zvaných Cabildo, jejichž vznik se datuje až do dob španělské kolonizace. Cabildos se v průběhu doby profilovaly jako Sociedades de Color, společenské kluby, v nichž bylo členství podmíněnou etnicky; to v době institucionalizace rasismu vůči Afrokubáncům. „Sociedades de Negros” existovaly po celé Kubě a v Havaně bylo množství úzce propojených organizací, jako Marianao Social Club, Union Fraternal, Club Atenas (jehož členy byli lékaři a inženýři) a také samotný Buena Vista Social Club.
V klubu Buena Vista působili ve 30. a 40. letech 20. století prominentní hudebníci, jako např. hráč na basu Cachao López a kapelník Arsenio Rodríguez. Pianista orchestru Arsenia Rodrígueze Rubén González, který účinkoval i na nahrávkách obnoveného Buena Vista Social Clubu, charakterizoval tuto dobu jako „období skutečného hudebního života na Kubě, kdy se nedalo vydělat mnoho peněz, ale každý hrál, protože skutečně chtěl. V té době se také objevilo jazzem ovlivněné mambo, charanga a taneční formy jako pachanga a cha-cha-cha. Docházelo také k rozvoji afrokubánských hudebních stylů, jako jsou rumba a son, ze kterého se přispěním Arsenia Rodrígueze (užitím dalších nástrojů) vyvinul son montuno.

### Situace po kubánské revoluci
Krátce po kubánské revoluci v roce 1959 začal nový kubánský prezident Manuel Urrutia Lleó, bigotní křesťan, zavírat a znárodňovat všechny herny, noční kluby a ostatní podniky typické pro bohémský havanský životní styl. To mělo bezprostřední dopad na místní umělce. Kubánská vláda rychle směřovala ke komunismu a snahou vytvořit beztřídní společnost bez rasových rozdílů potlačovala kulturu černé komunity. Afrokubánská kulturní a společenská centra byla uzavřena. Vláda sice i nadále podporovala kubánskou lidovou hudbu, nikoli však hudební styly ovlivněné hudbou Spojených států, nýbrž „vyhovující“ hudbu nového stylu nueva trova a zpěváky a skladatele, jako je Silvio Rodríguez. Salsa a hudba stylu son upadla na Kubě v nemilost. Hudebníci zůstali bez práce a na dlouhá léta upadli v zapomnění, stejně jako jejich hudební styl, až do jejich znovuobjevení v druhé polovině 90. let.

## Album
V roce 1996 přicestoval do Havany americký kytarista Ry Cooder na popud britského producenta a vydavatele world music Nicka Golda, aby pro Goldovo vydavatelství World Circuit nahrál hudbu dvou afrických hudebníků z Mali. Když Cooder dorazil (cestou přes Mexiko, aby obešel americké embargo vůči Kubě) na ostrov, ukázalo se, že malijským hudebníkům nebyla udělena víza a nemohou přijet. Proto se Cooder a Gold rozhodli změnit plán a nahrát album ve stylu son s místními hudebníky.
Na společném projektu s africkými hudebníky pracovali basista Orlando „Cachaíto“ López, kytarista Eliades Ochoa a kapelník Juan de Marcos González, jenž sám tou dobou pracoval na podobném projektu s názvem Afro-Cuban All Stars. Pátrání po dalších hudebnících přivedlo zpěváka Manuela „Puntillitu“ Liceu, pianistu Rubéna Gonzáleze a zpěváky Compaye Segunda a Ibrahima Ferrera, kteří všichni souhlasili s účastí na projektu.
Během třech dnů se podařilo Cooderovi, Goldovi a de Marcosovi shromáždit množství hudebníků a zajistit nahrávací frekvence v havanském studiu EGREM. Prostředí a atmosféra studia, jehož původním majitelem byla RCA, se od 50. let nezměnily. Komunikaci mezi španělsky a anglicky mluvícími hudebníky zajistil tlumočník. Album Buena Vista Social Club bylo nahráno v průběhu pouhých šesti dnů, během kterých byl zaznamenán i dostatek materiálu pro první sólové album pianisty Rubéna Gonzáleze Introducing... Rubén González.
Album Buena Vista Social Club získalo cenu Grammy a úspěšné bylo i obchodně. Mnoho umělců, kteří se zúčastnili nahrávání tohoto alba, pokračovali dále úspěšně ve svých obnovených kariérách.

## Hudebníci
Buena Vista Social Club je volné seskupení slavných kubánských hudebníků, kteří se proslavili buď jako samostatní interpreti, nebo jako lídři různých kubánských skupin. Mimokubánská scéna je však prakticky objevila až natočením filmu, díky albu a následným koncertům. Kolem původního seskupení se později vytvořil širší tým hudebníků, kteří se rovněž označují jako členové Buena Vista Social Clubu.

## Diskografie a filmografie
- Buena Vista Social Club, 1997 (World Circuit)
- Buena Vista Social Club (film, režie Wim Wenders), 1999 (Road Movies Filmproduktion)

- Členové formace vydali dále několik sólových alb pod hlavičkou Buena Vista Social Club presents..., obvykle za spoluúčinkování většiny ostatních členů